# Goniothalamus crockerensis
Goniothalamus crockerensis este o specie de plante din genul Goniothalamus, familia Annonaceae, descrisă de Mat-salleh. Conform Catalogue of Life specia Goniothalamus crockerensis nu are subspecii cunoscute.